# Orontiophyllum ferreri
Orontiophyllum ferreri (лат.) — вид вымерших цветковых растений из семейства Ароидные, росших на территории современной Испании во времена нижнемеловой эпохи.

## История изучения
Ископаемые остатки были обнаружены в альбских отложениях северо-восточной Испании. В 2018 году Луис Мигель Сендер, Джеймс А. Дойл, Гарланд Апчер младший, Ухуэ Вильянуэва-Амадоз и Хосе Б. Диез описали вид.
Вместе с видом был описан род Turolospadix.

## Описание
Имеет несколько порядков параллельных перистых жилок, два порядка поперечных жилок и парацитарно-косые устьица. Листья линейные с параллельным жилкованием.

## Палеоэкология
Седиментология и анатомия предполагают водный или полуводный образ жизни.